# Narnia krónikái
A Narnia krónikái egy hét kötetből álló gyerekkönyv-sorozat, melyek szerzője C.S. Lewis. A könyveket Pauline Baynes illusztrálta, és  1950 és 1956 között készültek Londonban. A könyveket több alkalommal is feldolgozták színdarabok, rádiós műsorok, tévéműsorok és filmek formájában. A könyvek a kitalált Narnia földjén játszódnak, egy varázslatos világban, ahol állatok és szörnyek laknak. A történetek során több gyermek is felfedi Narnia történetét. "A ló és kis gazdája" kivételével mindig gyerekek a főszereplők, akiket Aslan oroszlán hív meg, hogy védjék meg Narniát a gonosztól. A könyvek átölelik Narnia egész történetét, annak megteremtésétől "A varázsló unokaöccse" című könyvben, annak elpusztításáig, amely "A végső ütközet" című könyvben történik meg.
A Narnia krónikái a gyermekirodalom klasszikusának számít, és Lewis legtöbb példányban elkelt műve, amelyből több mint 100 millió példányt adtak el, és 47 nyelvre fordították le.

## Története
Lewis már 1939-ben elképzelte a Narnia történetét, az első könyvet, Az oroszlán, a boszorkány és a ruhásszekrényt csak 1949-ben írta meg. A varázsló unokaöccsét 1954-ben fejezte be. 1956-ban Lewist Carnegie-díjjal tüntették ki A végső ütközetért. A Narnia krónikái címet először Roger Lancelyn Green használta 1951-ben.
A könyvek több mint 100 millió példányban keltek el, 47 nyelvre fordították le, és Braille-írással is elkészültek.

## Filmek
A regényből rajzfilm, valamint több filmváltozat is készült. 1988-1990 között a BBC készített televíziós sorozatot.  A 2000-es években pedig a Walt Disney Pictures, a Walden Media és a 20th Century Fox forgatott három fantasy változatot: 
- Az oroszlán, a boszorkány és a ruhásszekrény (2005) Rendezte: Andrew Adamson [9]
- Caspian herceg (2008) Rendezte: Andrew Adamson [10]
- A Hajnalvándor útja (2010) Rendezte: Michael Apted [11]

## A könyvek
- Az oroszlán, a boszorkány és a ruhásszekrény
- A varázsló unokaöccse
- A ló és kis gazdája
- Az ezüsttrón
- Caspian herceg
- A Hajnalvándor útja
- A végső ütközet

### Magyarul
- Az oroszlán, a boszorkány és a szekrény. Történet gyermekeknek; s.n., s.l., 1977
- Az oroszlán, a boszorkány és a különös ruhásszekrény; ford. K. Nagy Erzsébet; Szt. István Társulat, Bp., 1988
  - (Az oroszlán, a boszorkány és a ruhásszekrény címen is)
- Utazás a tengeri cirkálón; ford., átdolg. K. Nagy Erzsébet; Szt. István Társulat, Bp., 1991
  - (A Hajnalvándor útja címen is)
- Az ezüst trón; ford., átdolg. K. Nagy Erzsébet; Szt. István Társulat, Bp., 1993
- A ló és kis gazdája; ford. K. Nagy Erzsébet; Szt. István Társulat, Bp., 1995
- A varázsló unokaöccse; ford. K. Nagy Erzsébet; Szt. István Társulat, Bp., 1996
- A végső ütközet; ford. K. Nagy Erzsébet; Szt. István Társulat, Bp., 1997
- Az oroszlán, a boszorkány és a ruhásszekrény; ford. K. Nagy Erzsébet, átdolg. Háy János; M&C Kft., Bp., 2005 (Narnia krónikái)
  - (Az oroszlán, a boszorkány és a különös ruhásszekrény címen is)
- A varázsló unokaöccse; ford. K. Nagy Erzsébet, átdolg. Háy János; M&C Kft., Bp., 2005 (Narnia krónikái)
- A Hajnalvándor útja; ford. Liszkay Szilvia; M&C Kft., Bp., 2006 (Narnia krónikái)
  - (Utazás a tengeri cirkálón címen is)
- Az ezüsttrón; ford. Liszkay Szilvia; M&C Kft., Bp., 2006 (Narnia krónikái)
- Caspian herceg; ford. Liszkay Szilvia; M&C Kft., Bp., 2006 (Narnia krónikái)
- A ló és kis gazdája; ford. K. Nagy Erzsébet, átdolg. Háy János; M&C Kft., Bp., 2006 (Narnia krónikái)
- Narnia krónikái; ford. K. Nagy Erzsébet, Liszkay Szilvia; M&C Kft., Bp., 2008
- A végső ütközet. Narnia 7.; ford. Liszkay Szilvia; Harmat, Bp., 2013
- A varázsló unokaöccse. Narnia 1.; ford. K. Nagy Erzsébet, átdolg. Háy János; jav. kiad.; Harmat, Bp., 2018
- A ló és kis gazdája. Narnia 3.; ford. K. Nagy Erzsébet, átdolg. Háy János; jav. kiad.; Harmat, Bp., 2019
- Caspian herceg. Narnia 4.; ford. Liszkay Szilvia; jav. kiad.; Harmat, Bp., 2019
- A Hajnalvándor útja. Narnia 5.; ford. Liszkay Szilvia; jav. kiad.; Harmat, Bp., 2019
- Az ezüsttrón. Narnia 6.; ford. Liszkay Szilvia; jav. kiad.; Harmat, Bp., 2019
- A végső ütközet. Narnia 7.; ford. Liszkay Szilvia; jav. kiad.; Harmat, Bp., 2019
- Narnia krónikái; ford. Háy János, Liszkay Szilvia; Harmat, Bp., 2019
- Az oroszlán, a boszorkány és a ruhásszekrény. Narnia 2.; ford. K. Nagy Erzsébet, átdolg. Háy János; jav. kiad.; Harmat, Bp., 2021